# Marc Mattioli
Pour les articles homonymes, voir Mattioli.
 (mars 2024).
La mise en forme du texte ne suit pas les recommandations de Wikipédia : il faut le « wikifier ».
Les points d'amélioration suivants sont les cas les plus fréquents. Le détail des points à revoir est peut-être précisé sur la page de discussion.
- Les titres sont pré-formatés par le logiciel. Ils ne sont ni en capitales, ni en gras.
- Le texte ne doit pas être écrit en capitales (les noms de famille non plus), ni en gras, ni en italique, ni en « petit »…
- Le gras n'est utilisé que pour surligner le titre de l'article dans l'introduction, une seule fois.
- L'italique est rarement utilisé : mots en langue étrangère, titres d'œuvres, noms de bateaux, etc.
- Les citations ne sont pas en italique mais en corps de texte normal. Elles sont entourées par des guillemets français : « et ».
- Les listes à puces sont à éviter, des paragraphes rédigés étant largement préférés. Les tableaux sont à réserver à la présentation de données structurées (résultats, etc.).
- Les appels de note de bas de page (petits chiffres en exposant, introduits par l'outil «  Source ») sont à placer entre la fin de phrase et le point final[comme ça].
- Les liens internes (vers d'autres articles de Wikipédia) sont à choisir avec parcimonie. Créez des liens vers des articles approfondissant le sujet. Les termes génériques sans rapport avec le sujet sont à éviter, ainsi que les répétitions de liens vers un même terme.
- Les liens externes sont à placer uniquement dans une section « Liens externes », à la fin de l'article. Ces liens sont à choisir avec parcimonie suivant les règles définies. Si un lien sert de source à l'article, son insertion dans le texte est à faire par les notes de bas de page.
- La présentation des références doit suivre les conventions bibliographiques. Il est recommandé d'utiliser les modèles {{Ouvrage}}, {{Chapitre}}, {{Article}}, {{Lien web}} et/ou {{Bibliographie}}. Le mode d'édition visuel peut mettre en forme automatiquement les références.
- Insérer une infobox (cadre d'informations à droite) n'est pas obligatoire pour parachever la mise en page.

Pour une aide détaillée, merci de consulter Aide:Wikification.
Si vous pensez que ces points ont été résolus, vous pouvez retirer ce bandeau et améliorer la mise en forme d'un autre article.
Marc Mattioli, né en 1985 ou 1986 à Atlanta en Géorgie, exerce en tant qu'entraîneur de football américain. Depuis 2023, il est entraîneur-chef des Mousquetaires de Paris au sein de la Ligue européenne de football (ELF).

## Carrière

### Joueur
Pendant ses études au Rhodes College, Marc Mattioli a commencé en tant que tight end pour les Rhodes Lynx lors de sa première année en 2005. Par la suite, il a migré vers la position de joueur de ligne défensive (defensive lineman), qu'il a occupée jusqu'à l'obtention de son diplôme en 2008. Au cours de sa dernière saison, il a également été nommé capitaine de l'équipe.

### Entraîneur
La carrière d'entraîneur de Mattioli a débuté en 2010 avec les Panthers au LaGrange College de LaGrange (Géorgie) en tant qu'entraîneur de la ligne défensive. Après un an, il occupe également le poste de coordinateur défensif de l'équipe junior de LaGrange.
En commençant sa maîtrise à l'Université de Stanford en 2012, Mattioli y a transféré son poste d'entraîneur chez le Cardinal. Au cours de ses deux premières années à Stanford, il a d'abord été entraîneur des defensive backs, et en 2014, il s'est vu confier le poste d'assistant au contrôle qualité défensif. Dans ce rôle, il a contribué à la construction de la deuxième meilleure défense du pays.
À la suite de cela, Mattioli a rejoint les Vanderbilt Commodores à Nashville (Tennessee) pour la saison 2015. Là, il est retourné à son poste d'origine à Stanford et a d'abord entraîné les safety de l'équipe au cours de sa première année. En 2020, il avait considérablement amélioré les performances de certains joueurs et aidé certains d’entre eux à faire le saut vers la NFL.
Avec la saison 2021, Mattioli a entrainé sa première équipe en tant qu'entraîneur-chef : les Panthers de Parme dans la Ligue italienne de football (IFL). Lors de sa première saison, il a mené les Panthers à l'Italian Bowl, la finale de l'IFL, sans une seule défaite, qu'ils ont remportée 40 à 34 . En tant que tenants du titre, les Panthers se sont qualifiés pour la Ligue de football d'Europe centrale (CEFL) 2022, au cours de laquelle ils ont atteint la finale. Cependant, ils ont échoué en finale du CEFL bowl face aux Licornes de Schwäbisch Hall. Dans l'IFL, Mattioli n'a pas pu répéter son succès de l'année précédente avec les Panthers et a échoué en demi-finale contre les futurs champions, les Firenze Guelfi.
Après la fin de la saison IFL, Mattioli a rejoint les Kings de Leipzig dans la Ligue européenne de football (ELF) en cours. Contrairement à son précédent poste d'entraîneur adjoint du côté défensif, il s'occupait des wide receivers de l'équipe sous la direction de l'entraîneur-chef Fred Armstrong.
Pour la saison ELF 2023, Mattioli a été présenté comme le premier entraîneur-chef des Mousquetaires de Paris nouvellement fondés.

## Divers
Mattioli a obtenu sa licence en sciences politiques au Rhodes College et sa maîtrise en beaux-arts à l'Université de Stanford.